# Andrew Zimmern
Andrew Scott Zimmern (New York, 4 luglio 1961) è un conduttore televisivo statunitense.
È il conduttore del programma culinario Orrori da gustare (Bizarre foods), in onda in Italia sul canale satellitare Discovery Travel & Living, DMAX e Fine Living nel quale vengono riportati i suoi viaggi intorno al mondo e le sue avventure tra le specialità culinarie tipiche, ma comunque singolari, dei luoghi che visita.

## Doppiatori italiani
- Luca Sandri in Man vs. Food (versione di DMAX), Orrori da gustare, Man vs. Food: cronache carnivore
- Gaetano Lizzio in Man vs. Food (versione di Fine Living e Food Network)
- Mario Scarabelli in A tavola con Guy